# Châteauroux
Châteauroux is een gemeente en stad in het Franse departement Indre (regio Centre-Val de Loire). De gemeente telde 43.079 inwoners op 1 januari 2022. De plaats maakt deel uit van het arrondissement Châteauroux.
Gemeten naar inwoneraantal is dit de grootste gemeente in het departement, waarvan het ook de hoofdplaats (prefectuur) is.
De inwoners van Châteauroux worden Castelroussins genoemd.

## Geschiedenis
In de 10e eeuw ontstond de stad rondom een door Raoul van Déols gesticht kasteel. Dit kreeg vanaf de 12e eeuw de naam Château Raoul (Raoul was een vaak voorkomende voornaam bij de heren van Déols), waar Châteauroux ook naar genoemd is. In feite waren Châteauroux en Déols aan weerszijden van de Indre gelegen tweelingsteden; Châteauroux profiteerde van het bezoek door pelgrims aan het in die tijd belangrijke benedictijner klooster van Déols. De abdij werd tijdens de godsdiensttwisten van 1567 verwoest. Daarna werd Déols geleidelijk door Châteauroux overvleugeld.
Châteauroux zelf had erg te lijden onder de Honderdjarige Oorlog; in 1356 en 1374 werd de stad geplunderd en vernield. In 1447 kreeg de stad toelating om een stadsmuur te bouwen en rond deze tijd werd ook het Château Raoul herbouwd.
Rond het midden van de 18e eeuw werd er een lakenmanufactuur geopend in de stad (de latere fabriek Balsan) en werd de weg Parijs-Toulouse heraangelegd en kwam zo door Châteauroux te lopen. De stad bloeide en brak door haar stadsmuren. De promenades d'Orléans en d'Artois werden aangelegd. Na de Franse Revolutie kreeg de stad, die toen ongeveer 8.000 inwoners telde, de prefectuur van Indre. In 1847 werd de stad aangesloten op het spoorwegnetwerk. Châteauroux groeide uit tot een industriestad en groeide snel tot meer dan 18.000 inwoners in 1872. Aan het begin van de 19e eeuw bloeiden de textiel- en de wapenindustrie reeds en later die eeuw kwamen er twee brouwerijen, tabaksnijverheid, kledingateliers en smederijen bij.
In 1917 werd er een militair vliegveld geopend, het Aérodrome de La Martinerie. Daar kwam in 1951 een NAVO-basis. De komst van deze grote basis met Amerikaanse militairen gaf een nieuwe economische impuls aan de stad. Maar al in 1959 werd de Amerikaanse aanwezigheid afgebouwd en in 1966 verlieten de laatste Amerikaanse militairen de stad.
Tijdens de Trente Glorieuses na de Tweede Wereldoorlog groeide de stad snel. Er werden industrieterreinen en nieuwe woonwijken aangelegd. Dit viel voor een groot deel stil na 1975 met de economische crisis.

## Economie
Belangrijk is de grote economische activiteit rondom de ruim 5 km noordwaarts gelegen luchthaven (zie hieronder). Naast de luchthaven is in 2009 een uitgestrekt bedrijventerrein, Aérocentre, gerealiseerd, vooral gericht op de luchtvaartindustrie. Hier zijn verder enige transport-, opslag- en soortgelijke logistieke bedrijven gevestigd.
In de omstreken, o.a. in de westelijke buurgemeente Saint-Maur (Indre), wordt de geitenkaas Valençay geproduceerd.

## Bezienswaardigheden
De stad heeft, evenals het aan de overkant van de Indre gelegen tweelingstadje Déols, talrijke monumentale kerken alsmede, deels tot ruïnes vervallen, voormalige kloosters.
Het Château Raoul dateert van het midden van de 15e eeuw. Het is in 2011 gerestaureerd en is eigendom van het departement Indre; het kan niet bezichtigd worden.
Tussen 5 en 10 kilometer ten zuiden van de stad kan men wandelingen maken in het uitgestrekte bosgebied Forêt de Châteauroux.

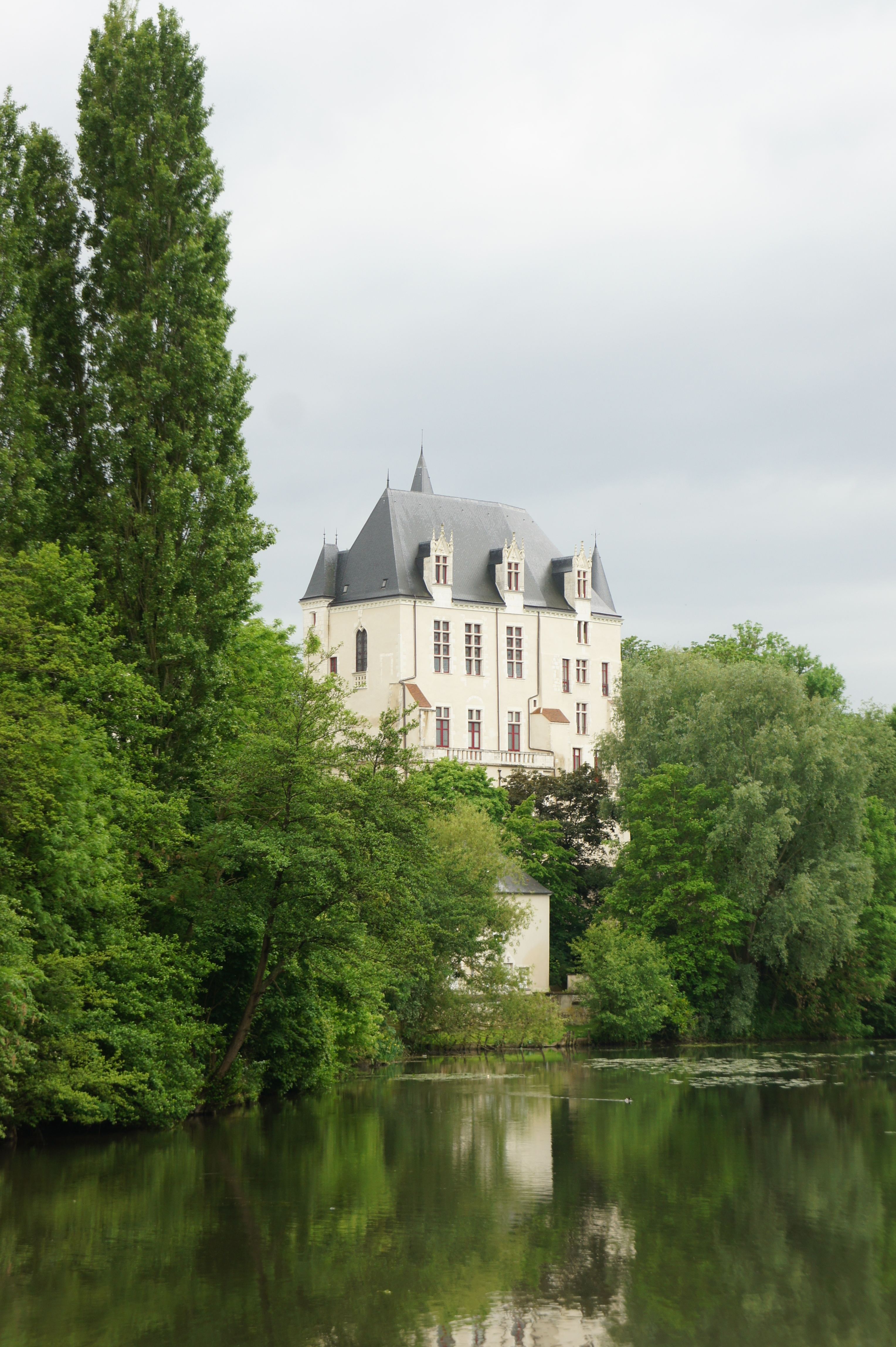
Kasteel (Château Raoul)
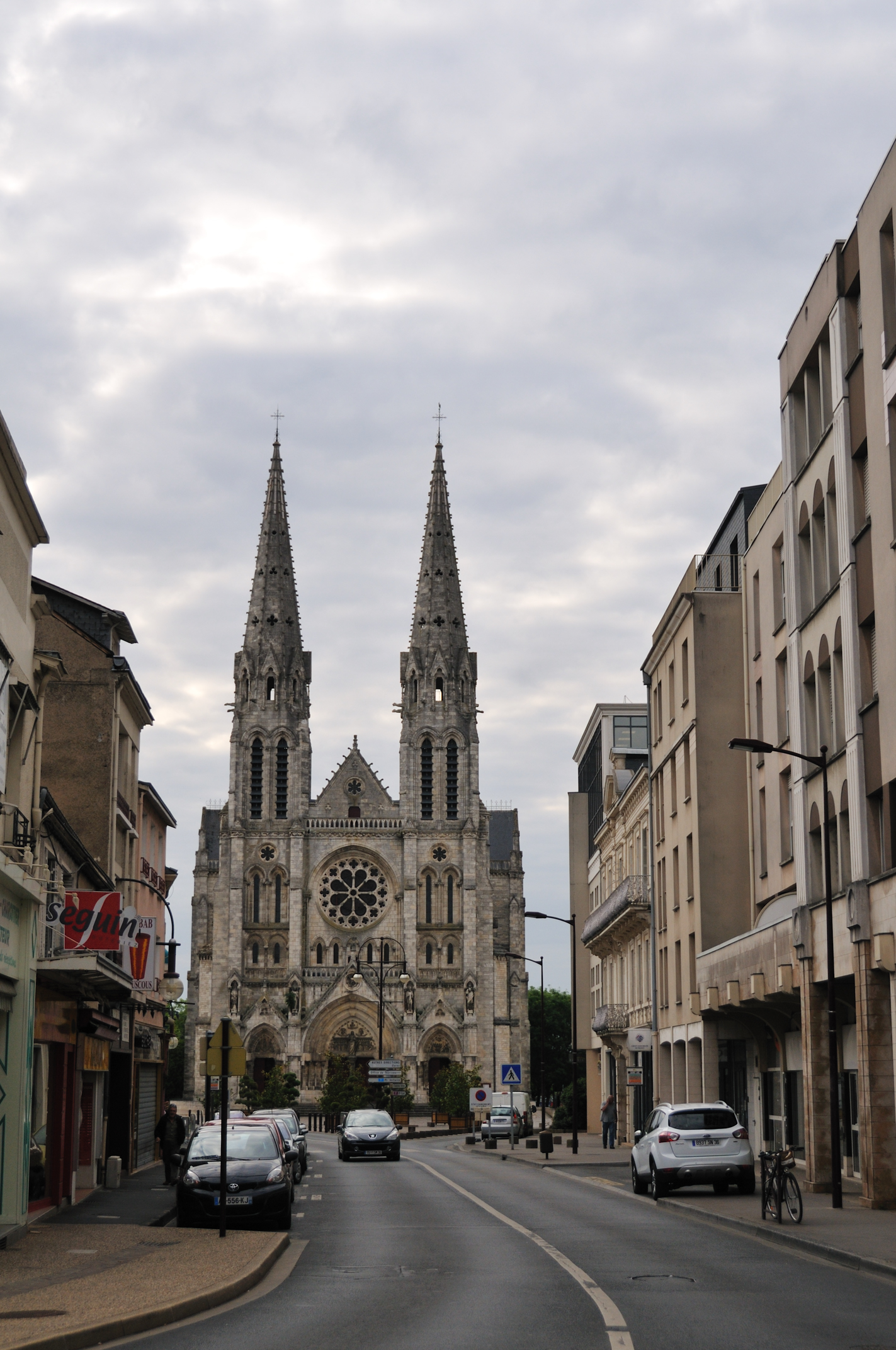
St. Andreaskerk
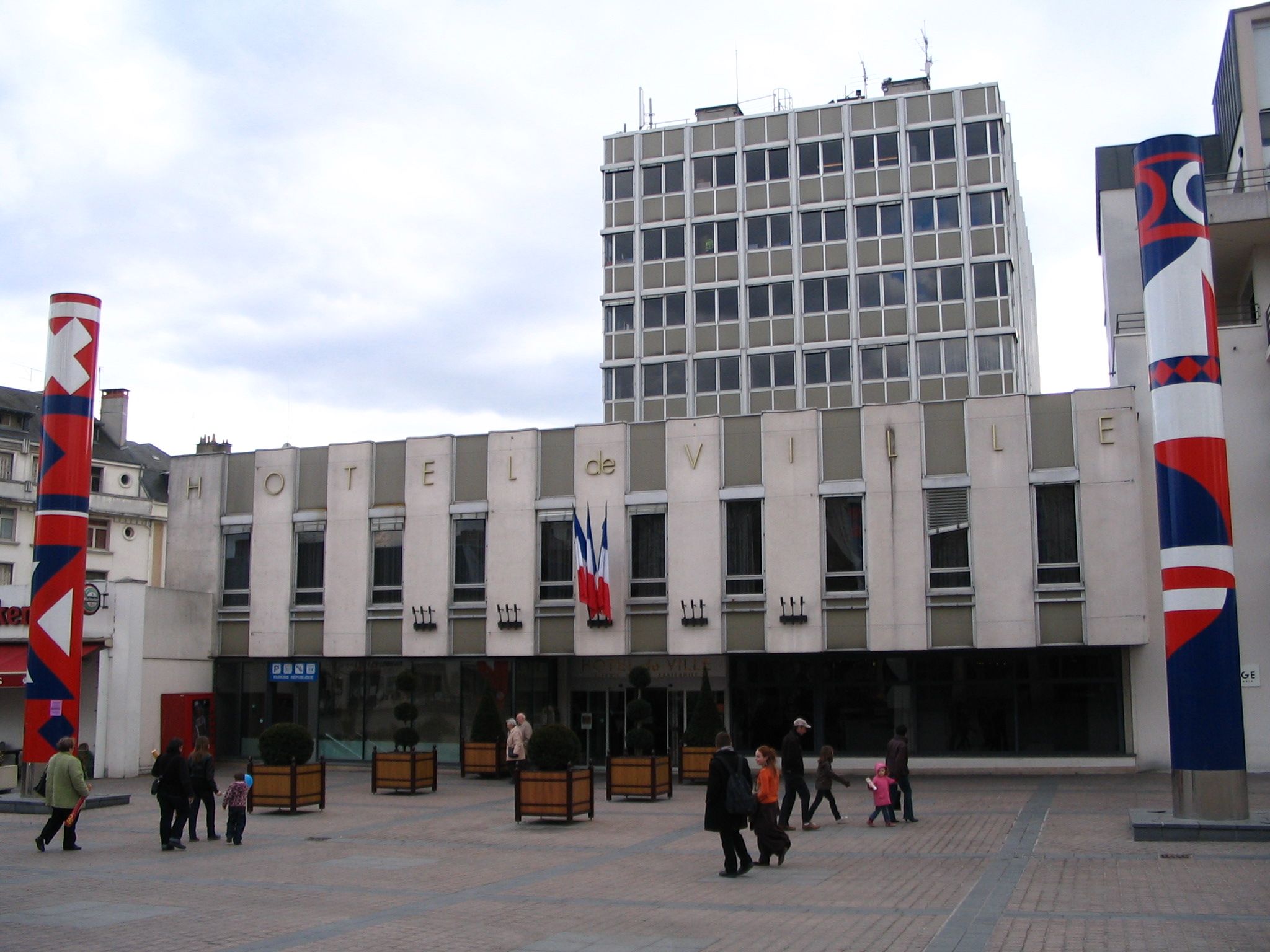
Stadhuis
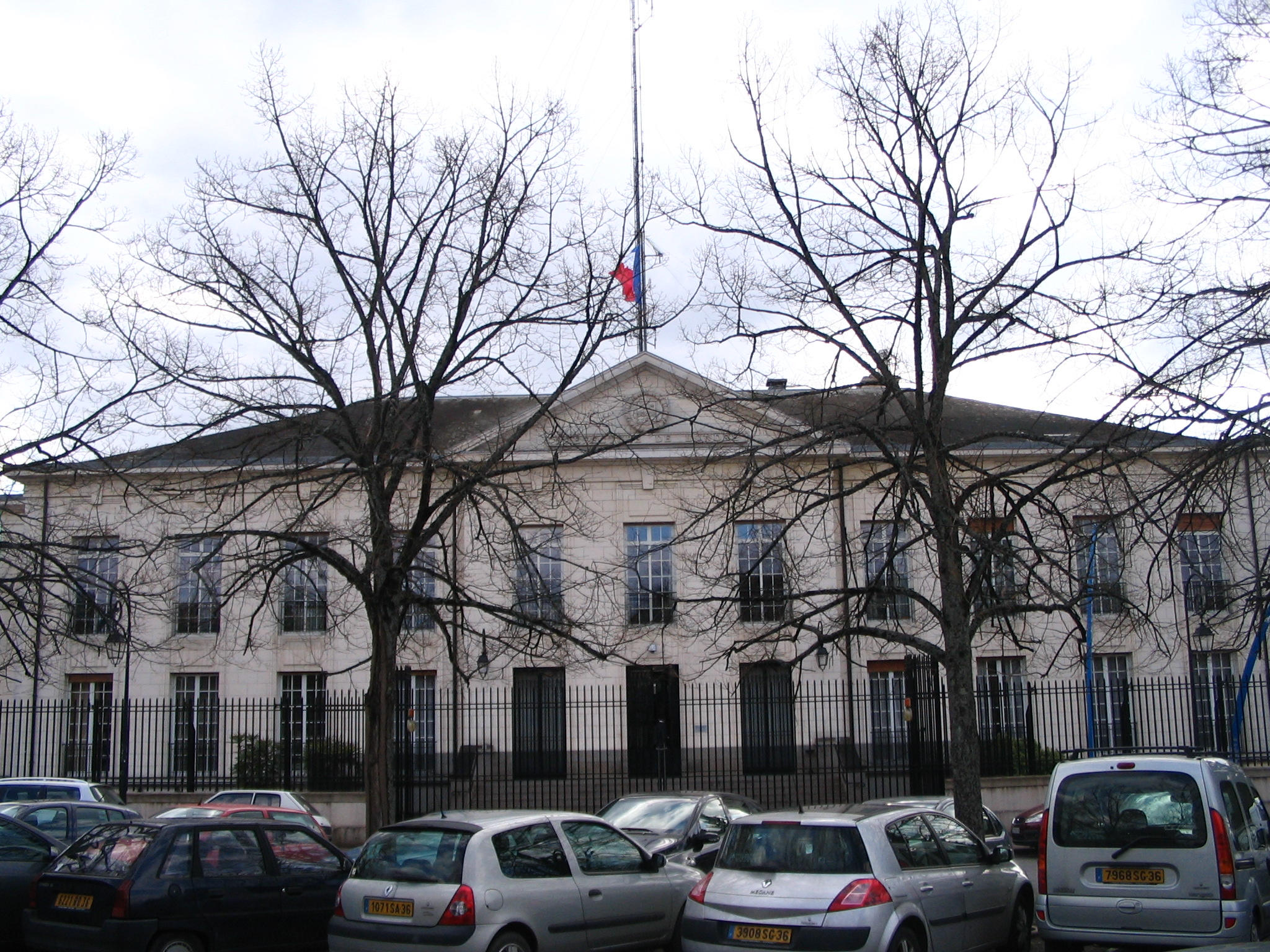
Prefectuur
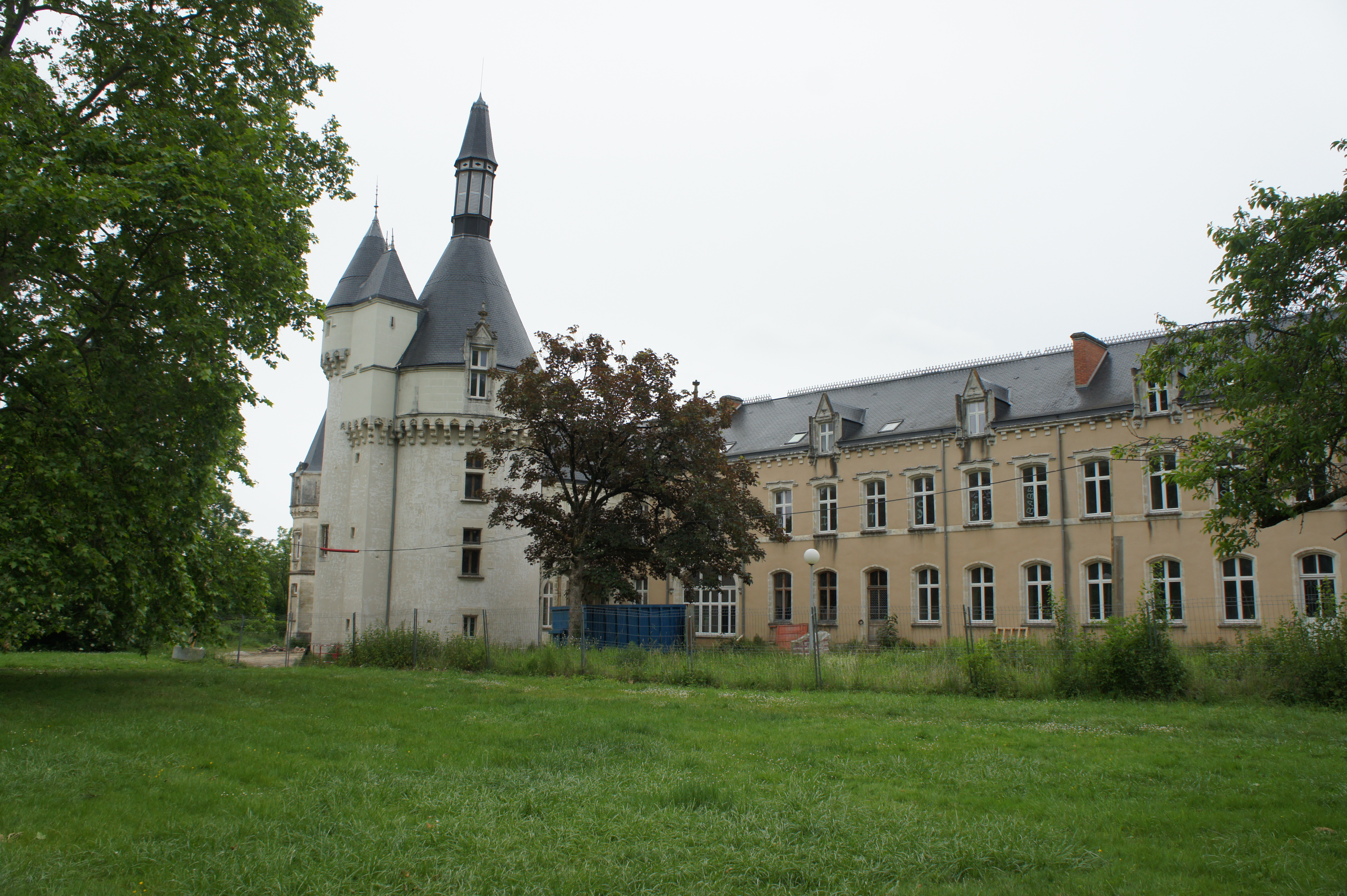
Château du Parc
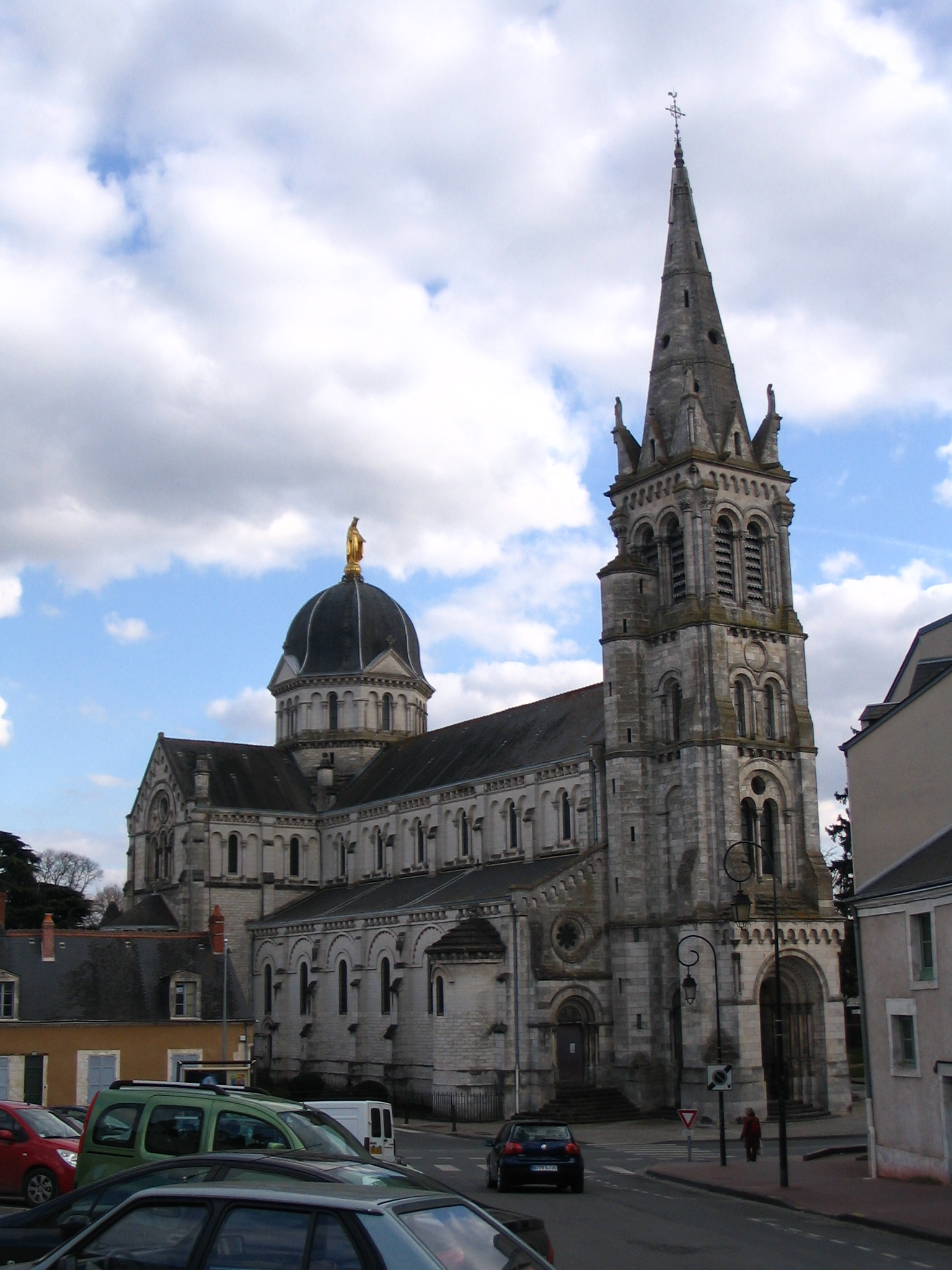
Église Notre-Dame

## Geografie
De oppervlakte van Châteauroux bedroeg op 1 januari 2022 25,54 vierkante kilometer; de bevolkingsdichtheid was toen 1.686,7 inwoners per km². De stad ligt aan de zuidkant (linkeroever) van de rivier de Indre. De voorsteden Déols en Saint-Christophe liggen aan de noordkant van die rivier.
De onderstaande kaart toont de ligging van Châteauroux met de belangrijkste infrastructuur en aangrenzende gemeenten.

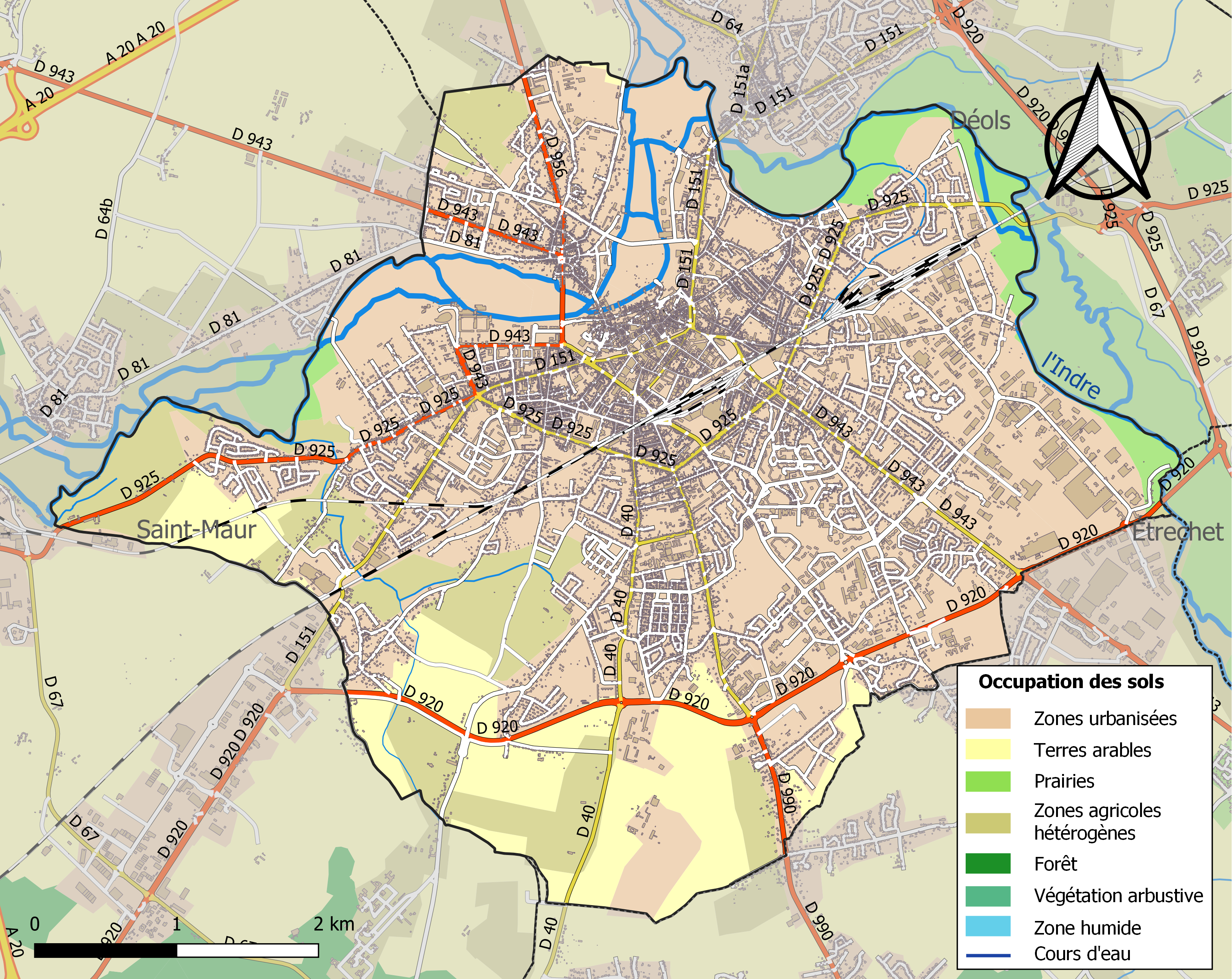

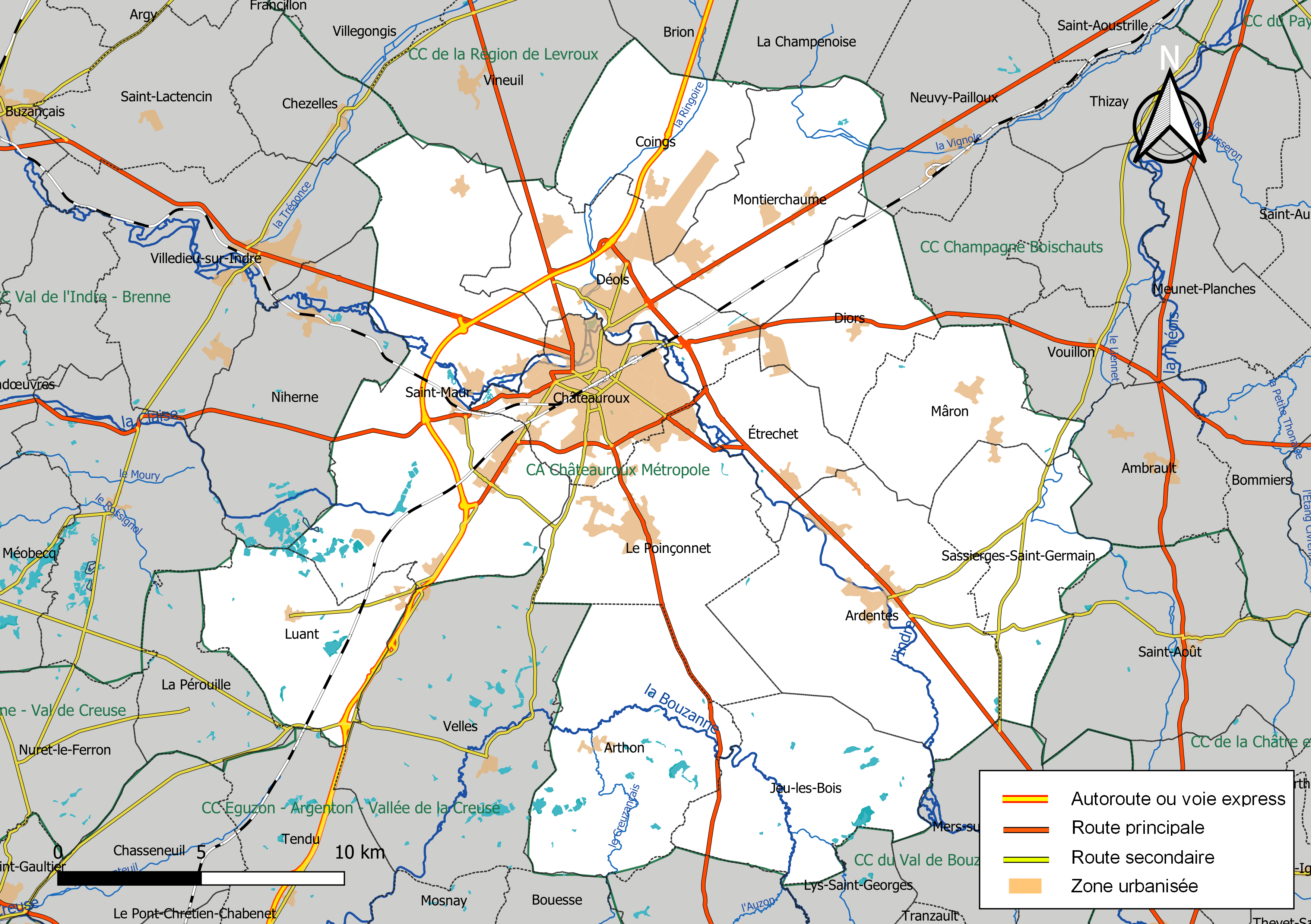
Châteauroux vormt met 13 omliggende gemeenten sedert 2015 de intercommunalité Châteauroux Métropole.

## Verkeer en vervoer
De stad ligt nabij de autosnelweg A20 (afrit 12 bij Déols en de luchthaven en afrit 13 voor Châteauroux zelf). De A20 maakt een bocht ten westen van en zo rondom de stad.

### Trein
In de gemeente ligt spoorwegstation Châteauroux.
Op 14 maart 1939 gebeurde er te Châteauroux een treinongeluk, dat 19 mensenlevens kostte. Een goederentrein was tegen een op de rails lopende koe gebotst, ontspoord en tegen een tegemoetkomende reizigerstrein aan gereden.

### Aéroport de Châteauroux-Centre "Marcel Dassault"

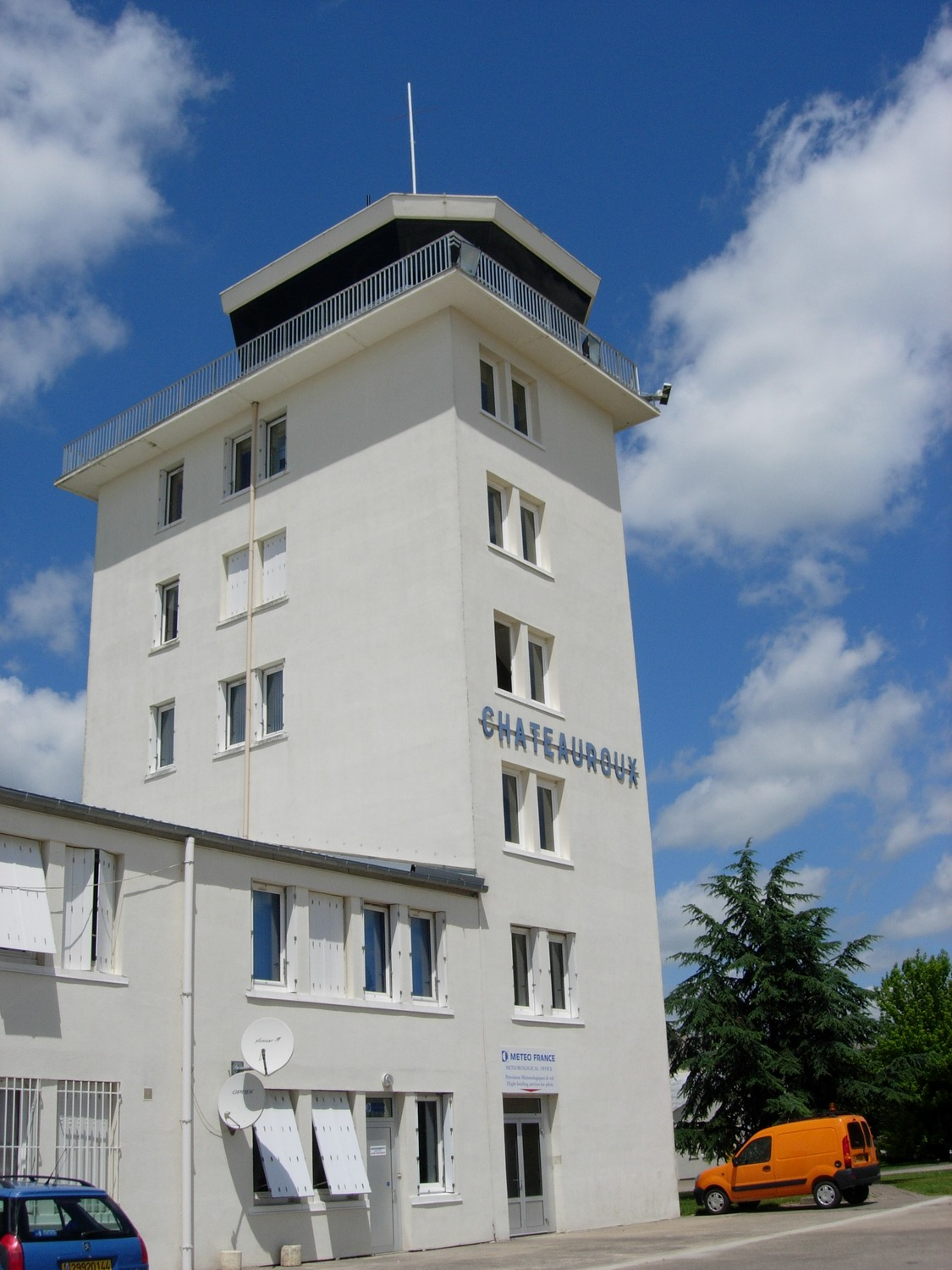
Verkeerstoren van de luchthaven

Bij de stad ligt een regionale luchthaven, genaamd Aéroport de Châteauroux-Centre "Marcel Dassault". Deze ligt ruim 5 km ten noordnoordoosten van het centrum. Ze heeft IATA - code: CHR en ICAO - code: LFLX. De 161 m boven zeeniveau gelegen luchthaven heeft de geografische coördinaten 46°51′37″ noorderbreedte en 001°43′16″ graden oosterlengte. Ze heeft één geasfalteerde start- en landingsbaan 03/21, met een lengte van 3.500 meter en een breedte van 45 meter. Hierdoor kunnen ook grote vliegtuigen er opstijgen en landen. De luchthaven wordt gebruikt voor internationaal (charter-)luchtverkeer, vooral vrachtvervoer. Ook is  Aéroport de Châteauroux-Centre "Marcel Dassault" als trainingsvliegveld voor piloten in gebruik. Belangrijk is ook, dat hier een van de belangrijkste trainingscentra voor luchthavenbrandweerkorpsen van West-Europa is gevestigd. In 2021 is naast de bestaande toren een nieuwe verkeerstoren in gebruik genomen, alsmede een nieuwe hangar voor vliegtuigonderhoud.

## Demografie
Onderstaande figuur toont het verloop van het inwonertal (bron: INSEE-tellingen).

## Sport
LB Châteauroux is de professionele voetbalclub van Châteauroux en speelt in het, als het uitverkocht is, 17.000 toeschouwers bevattende Stade Gaston Petit. LB Châteauroux speelde één seizoen in Ligue 1, het hoogste Franse niveau.
Châteauroux is vijf keer etappeplaats geweest in de wielerkoers Ronde van Frankrijk. De Italiaan Mario Cipollini, drie keer de Brit Mark Cavendish (2008, 2011 en 2021) en in 2025 de Belg Tim Merlier wonnen er in de massasprint. Verder werd in en om Châteauroux enkele jaren de eendagskoers Châteauroux Classic de l'Indre verreden.
De stad beschikt over talrijke andere sportaccommodaties, o.a. vele tennisbanen, twee zwembaden, een golfbaan met 18 holes en in de voorstad Déols het Centre National de Tir Sportif, een grote schietbaan voor 60 variëteiten van de schietsport. Het complex was decor voor de schietsport op de Olympische Zomerspelen van 2024 en tevens de Paralympische Spelen.

## Geboren
- Henri Gratien Bertrand (1773-1844), generaal in het leger van Napoleon
- Paul Rue (1866-1954), kunstschilder
- Marcel Boussac (1889-1980), ondernemer (Christian Dior), paardenfokker
- Liliane Heidelberger (1935-2019), beeldhouwer
- Gérard Diffloth (1939-2023), taalkundige
- Gérard Depardieu (1948), acteur
- Dean Brown (1955-2024), jazzgitarist en componist
- Kévin Sireau (1987), baanwielrenner
- Gilles Sunu (1991), voetballer

## Partnersteden
Châteauroux onderhoudt jumelages met :
- Gütersloh, Duitsland, sinds 1977
- Bittou of Bitou, provincie Boulgou, Burkina Faso, sinds 1985
- Olsztyn, Polen, sinds 1991
- Fresno, Californië, Verenigde Staten, sinds 2016
- Jinhua, Volksrepubliek China, sinds 2019 (alleen volgens de gegevens van de Engelse Wikipedia)

## Weblink
- https://chateauroux.aeroport.fr Website van de luchthaven